# Fibrodysplasia ossificans progressiva
Fibrodysplasia ossificans progressiva (FOP), vrij vertaald "bindweefsel dat progressief wordt omgezet in bot", is een zeldzame genetische aandoening waarbij kraakbeen en bot wordt gevormd in spieren, pezen, gewrichtsbanden en ander bindweefsel door voortschrijdende omzetting van het bindweefsel in kraakbeen en bot. Dit gebeurt op dezelfde manier als wanneer bot weer aangemaakt wordt (en dus heelt) na een botbreuk. Ook is het proces bijna identiek aan de manier waarop bot gevormd wordt in het embryo. Het abnormale aan de botvorming bij FOP is dus niet de manier waarop het gevormd wordt, maar de plaats en het tijdstip waarop het ontstaat.
De ziekte stond tot 1970 bekend als myositis ossificans progressiva (MOP). De naam is in 1970 gewijzigd, omdat er behalve spieren ook ander zacht bindweefsel zoals pezen bij betrokken is.
Het lichaam van de patiënt produceert bij FOP als het ware een extra skelet, verharding van het zachte bindweefsel. De botvorming vindt ook plaats rond de gewrichten, zodat deze niet meer kunnen functioneren en 'op slot' komen te zitten. Het uiteindelijke resultaat is dat mensen met FOP steeds verder verbotten, zodat ze in een bepaalde positie terechtkomen waar ze niet uit kunnen komen.

## Symptomen
Kinderen met FOP komen vrijwel zonder zichtbare afwijkingen ter wereld. Alleen misvormde grote tenen zijn een indicatie van hun toekomstig lot. De grote teen is dan net iets kleiner dan de andere tenen en vaak zijn de twee kootjes in de grote teen met elkaar vergroeid zodat deze niet buigzaam is. Gedurende de eerste of tweede periode van hun kindertijd, krijgen ze bindweefselgezwellen in hun nek, schouders en rug, waarin zich bot ontwikkelt - een proces dat "heterotopic ossification" heet. Daarna volgen de andere ledematen. Deze stoornis verandert de spieren langzaam in normaal uitziende botten. Bijkomend trauma zoals vallen, stoten, injecties in de spieren en dergelijke verhogen de kans op ontsteking in de spieren, waardoor spontaan botvorming kan ontstaan. Technisch gezien zou het overtollige bot verwijderd kunnen worden, maar in de praktijk blijkt dit zinloos, omdat iedere poging om extra bot te verwijderen resulteert in nog verder toenemende botvorming. Er kunnen bij mensen met deze aandoening aanzienlijke verschillen in progressie zijn; bij de een verloopt het proces snel en bij de andere langzaam.

## Hoe vaak komt FOP voor?
FOP komt bij een op de twee miljoen mensen voor. Dat zou betekenen dat er wereldwijd 2.500 mensen met deze aandoening bestaan. Daarvan zijn er tot nu toe 465 geregistreerd. In Amerika doet een team van 15 wetenschappers, onder leiding van prof. Frederick S. Kaplan, M.D. en dr. Eileen M. Shore, Ph.D. in een laboratorium onderzoek naar deze gecompliceerde aandoening. In Nederland zijn em. prof. dr. J. Coen Netelenbos, dr. Marelise Eekhoff en dr. Esmée Botman van het FOP-expertisecentrum van het Amsterdam UMC (locatie VU medisch centrum) het meest kundig op het gebied van FOP. Tot nu toe is er geen adequate behandeling of medicatie die er voor kan zorgen dat de continue botaanmaak stopt of dat er bot verwijderd kan worden.

## Flare-up
Het lichaam van een FOP-patiënt maakt niet voortdurend extra bot aan.
Een 'uitbarsting' van nieuwe botformatie wordt een flare-up genoemd. Het is niet bekend wat ervoor zorgt dat dit proces begint. In sommige gevallen begint een flare-up na een (lichte) verwonding, zoals een val, maar een verwonding hoeft niet altijd te betekenen dat FOP weer oplaait. In sommige gevallen begint een flare-up zonder enige 'waarschuwing'. Het is dus onduidelijk waardoor de ziekte soms actief is en zich de rest van de tijd slapend houdt.
Een flare-up leidt tot zwelling van het weefsel en veel ongemak. Flare-ups zijn vaak, maar niet altijd, pijnlijk. Soms voelt de patiënt zich ziek en krijgt koorts. Er is geen medicijn om het proces van botvorming te doen stoppen, maar er kunnen wel pijnstillers voorgeschreven worden. Een flare-up kan 6 tot 8 weken duren. Er kan echter ook overlapping plaatsvinden tussen de verschillende flare-ups, waardoor de pijn langer aanhoudt. Tijdens een flare-up kan 's nachts stijfheid van de gewrichten optreden. Die stijfheid komt door zwelling en druk in de spier tijdens de eerste stappen van de botformatie. Bij de meeste patiënten verdwijnt de pijn als de flare-up voorbij is. Het lijkt er dus op dat het proces van botformatie de pijn veroorzaakt, en niet het extra bot zelf.
Er kunnen maanden en soms jaren tussen flare-ups verlopen.

## Verloop
FOP is niet te genezen. Zoals het woord zelf al zegt, is FOP progressief, dat wil zeggen dat het na verloop van tijd erger wordt. FOP is een erfelijke ziekte, mensen met FOP worden met de ziekte geboren. FOP kun je dus niet oplopen gedurende je leven. Het extra bot hoeft echter nog niet aanwezig te zijn bij de geboorte. Ook zullen patiënten nooit over de ziekte heen groeien, en zal het gevormde extra bot nooit meer verdwijnen.

## Patronen van overerving
FOP is een autosomaal dominante afwijking. Meestal ontstaat FOP echter niet door overerving maar door een nieuwe mutatie.
Een familielid van iemand met FOP heeft niet meer kans op het krijgen van een kind met FOP dan gemiddeld (als het tenminste zeker is dat dit familielid de mutatie niet draagt en dus de ziekte niet heeft). Deze gemiddelde kans is een op twee miljoen.
In de meeste gevallen heeft een kind met FOP ouders zonder FOP. In die gevallen is de kans dat een volgend kind ook FOP heeft erg klein is (tenzij er sprake is van een kiembaan-mozaïek, waarbij de mutatie aanwezig is in een deel van de geslachtscellen van een van beide ouders).